# Alec Empire
Alec Empire, pseudonimo di Alexander Wilke (Berlino Ovest, 2 maggio 1972), è un musicista tedesco.
Leader fondatore degli Atari Teenage Riot, è considerato con essi una delle principali realtà del genere digital hardcore. Egli è anche attivo come produttore e DJ e ha alle sue spalle una prolifica carriera da solista.

## Biografia
Nato nel 1972 a Berlino Ovest, Alec Empire iniziò a cimentarsi nella breakdance quando aveva dieci anni e formò il primo complesso quando ne aveva dodici. Nel corso della sua formazione artistica, si appassionò di musica classica e studiò teoria musicale. Alla fine degli anni ottanta iniziò a frequentare la scena acid della capitale tedesca pur non facendo uso di droghe. Stando alle sue parole «l'acid per me era un movimento politico. Era come smettere di far parte della società... Per molte persone era un modo per evadere dalla realtà. A suo tempo tutto ciò aveva un senso. La politica sembrava futile, dopo la morte della sinistra e gli autonomi che ormai sembravano ragazzotti che si ribellavano 'per divertimento'.»
Ispirato dagli Underground Resistance, formò, nel 1992, gli Atari Teenage Riot assieme a Carl Crack e Hanin Elias. La formazione cambierà l'organico più volte fino al loro scioglimento, avvenuto nel 2000.
Nel 1994 Alec Empire co-fondò l'etichetta londinese Digital Hardcore Recordings, specializzata in pubblicazioni del genere omonimo. Nello stesso anno iniziò a pubblicare musica più sperimentale e ambientale per la Mille Plateaux, prima con Limited Editions 1990–94, contenente materiale pubblicato in altri EP usciti in precedenza e il primo vero album in studio Generation Star Wars. Ad essi seguirono Low On Ice (1995), Hypermodern Jazz 2000.5 (1996), che flirta con il downtempo e Les Etoiles Des Filles Mortes (1996). Tornò a un repertorio aggressivo con The Destroyer (1996), considerato una pietra miliare del genere drill 'n' bass. Alec Empire è stato anche attivo nei Curse of the Golden Vampire e ha utilizzato altri alias tra cui Death Funk, DJ 6666 e Nintendo Teenage Robots.

## Discografia parziale

### Come solista

#### Album in studio
- 1994 – Generation Star Wars
- 1995 – Low on Ice (The Iceland Sessions)
- 1996 – Hypermodern Jazz 2000.5
- 1996 – The Destroyer
- 1996 – Les Étoiles des Filles Mortes
- 1997 – Funk Riot Beat (come Death Funk)
- 1998 – Death Breathing (come DJ 6666) (con The Illegals)
- 1999 – Miss Black America
- 1999 – Alec Empire vs. Elvis Presley
- 1999 – We Punk Einheit! (come Nintendo Teenage Robots)
- 2001 – Intelligence and Sacrifice
- 2005 – Futurist
- 2007 – The Golden Foretaste of Heaven

#### Album compilation
- 1994 – Limited Editions 1990-94
- 1996 – Terror Worldwide
- 1996 – Terror Worldwide Pt. 2
- 1997 – Squeeze the Trigger
- 1997 – The Geist of Alec Empire
- 2008 – Bass Terror

#### Album dal vivo
- 2003 – Alec Empire vs. Merzbow: Live CBGB's NYC 1998
- 2003 – The CD2 Sessions: Live in London 7-12-2002

#### Album video
- 2002 – Death Favours the Enemy: Live 2002

### Nei gruppi

#### Nei Curse of the Golden Vampire

##### Album in studio
- 1998 – The Curse of the Golden Vampire
- 2003 – Mass Destruction